# David Crane
David Crane (født 13. august 1957 i Philadelphia) er en amerikansk TV producer og manuskriptforfatter. David Crane er bedst kendt for at have skabt tv-serien Friends sammen med Marta Kauffman.

## Udvalgt filmografi
- Dream On, 1990, (manus/producer)
- Friends, 1994 (idemand, manus, executive producer)
- Veronica's Closet, 1997 (idemand, executive producer)
- Jesse, 1998 (executive producer)
- The Class, 2006 (idemand, manus og executive producer)
- Episodes, 2011, (Manuskript/Producer)